# 博德里站
博德里站（法語：Beaudry，發音：[bodʁi]）位於加拿大魁北克省蒙特利爾市市中心外圍，是蒙特利爾地鐵1號線的地下車站，鄰近同性戀村。

## 外部連結
- （法文）（英文）蒙特利爾交通局：博德里站 （页面存档备份，存于）（英文） （页面存档备份，存于）
- （法文）（英文）：博德里站 （页面存档备份，存于）（英文） （页面存档备份，存于），含有博德里站的資訊、歷史、車站結構與藝術品資料。